# Mefodij (Zinkovskij)
Mefodij (světským jménem: Stanislav Anatoljevič Zinkovskij; * 29. července 1969, Leningrad) je ruský duchovní Ruské pravoslavné církve, biskup jegorjevský a vikář patriarchy moskevského a celé Rusi.
Je bratrem-dvojčetem biskupa Kirilla (Zinkovského).

## Život
Narodil se 29. července 1969 v Leningradu.
Po střední škole studoval na Leningradském polytechnickém institutu. Roku 1995 nastoupil na Petrohradský duchovní seminář, který dokončil o tři roky později. Poté pokračoval ve studiu na Petrohradské duchovní akademii. Dne 26. března 1999 přijal mnišský postřih se jménem Mefodij a 19. srpna byl rukopoložen na jerodiákona. Dne 24. března 2002 byl vysvěcen na kněze.
Na podzim 2011 se stal přednášejícím akademie a semináře. Vykonával službu v Kazaňském chrámu sídla Vyrica. Roku 2015 získal na Celocírkevním postgraduálním a doktorském studiu svatých Cyrila a Metoděje titul doktor teologie.
Dne 13. října 2022 byl jmenován představeným Nikolo-Ugrešského monastýru a rektorem Nikolo-Ugrešského duchovního semináře. Dne 18. dubna 2023 byl povýšen na igumena.
Dne 30. května 2024 jej Svatý synod zvolil biskupem jegorjevským a vikářem patriarchy moskevského a celé Rusi. Dne 14. června byl povýšen na archimandritu a biskupská chirotonie proběhla 16. července v chrámu Zesnutí přesvaté Bohorodice v Moskvě. Hlavním světitelem byl patriarcha moskevský Kirill.